# Aloe kefaensis
Aloe kefaensis é uma espécie de liliopsida do gênero Aloe, pertencente à família Asphodelaceae.